# Йожеф Гумпал
Йожеф Гумпал (чеськ. Josef Humpál, 30 січня 1918, Оломоуць — 20 грудня 1984, Невшатель) — чехословацький футболіст, що грав на позиції нападника. По завершенні ігрової кар'єри — тренер.
Виступав, зокрема, за клуб «Сошо».
Помер 20 грудня 1984 року на 67-му році життя у місті Невшатель.

## Ігрова кар'єра
У дорослому футболі дебютував 1938 року виступами за команду клубу «Тескома» (Злін).
Після Другої світової війни перебрався до Франції, продовживши грати у футбол, зацікавивши у своїх послугах представників тренерського штабу клубу «Сошо», до складу якого приєднався 1945 року. Відіграв за команду із Сошо наступні шість сезонів своєї ігрової кар'єри. Більшість часу, проведеного у складі «Сошо», був основним гравцем атакувальної ланки команди. У складі «Сошо» був одним з головних бомбардирів команди, маючи середню результативність на рівні 0,69 голу за гру першості. 1949 року став найкращим бомбардиром французької футбольної першості.
Згодом з 1951 по 1955 рік грав у складі команд клубів «Монпельє» та «Страсбур».
Завершив професійну ігрову кар'єру у клубі «Безьє», за команду якого виступав протягом 1955—1957 років.

## Кар'єра тренера
Розпочав тренерську кар'єру, ще продовжуючи грати на полі, 1951 року, очоливши тренерський штаб клубу «Монпельє». У складі «Страсбура» і «Безьє» також поєднував виступи на футбольному полі з тренерською роботою.
Згодом протягом 1958—1960 років знову очолював тренерський штаб клубу «Страсбур».
1965 року перебрався до Швейцарії, прийнявши пропозицію попрацювати у клубі «Кантональ Невшатель» («Ксамакс»). Залишив команду з Невшателя 1970 року.
Згодом тренував «Івердон Спорт», а останнім місцем тренерської роботи був клуб «Фрібур», головним тренером команди якого Йожеф Гумпал був з 1982 по 1983 рік.

## Досягнення
- Чемпіон Другого дивізіону Франції: 1946/47

- Найкращий бомбардир Першого дивізіону Франції: 1948/49

- Найкращий бомбардир Другого дивізіону Франції: 1946/47

- Рекордсмен «Сошо» за кількістю голів у сезоні: 50 голів

- Рекордсмен «Сошо» за кількістю голів у сезоні ліги: 45 голів